# Иссад
Исса́д — деревня в Волховском районе Ленинградской области. Административный центр Иссадского сельского поселения.

## Название
Согласно Толковому словарю Даля, исад — торговая пристань, рыбачья слобода, посёлок у берега.

## История
На карте «Ладожское озеро и Финский залив с прилегающими местами» 1745 года на месте современной деревни упоминается погост Иссат.
На карте Санкт-Петербургской губернии Ф. Ф. Шуберта 1834 года он обозначен уже как село Изсад, состоящее из 42 крестьянских дворов.

ИЗСАД — село принадлежит графине Лаваль, число жителей по ревизии: 103 м. п., 140 ж. п.

В оном церковь деревянная во имя Святой Троицы. (1838 год)

ИЗСАД — село графа Борх, по просёлочной дороге, число дворов — 35, число душ — 82 м. п. (1856 год)

ИЗСАД — деревня владельческая при реке Волхове, число дворов — 26, число жителей: 101 м. п., 72 ж. п.; Часовня православная. Волостное правление. (1862 год)

В 1864 году на средства новоладожского купца Н. Ф. Кулагина и прихожан Иссадского погоста в деревне была построена церковь Святой Троицы. Проект церкви разработал архитектор Константин Андреевич Тон, «архитектором при строительстве» являлся Карл Иванович Брандт.
Сборник Центрального статистического комитета описывал его так:

ИЗСАД (СЕЛЬЦО) — село бывшее владельческое при реке Волхове, дворов — 59, жителей — 250;
 Две церкви православных, часовня, школа, лавка, торжок 18 декабря и в Троицын день. (1885 год)

Согласно материалам по статистике народного хозяйства Новоладожского уезда 1891 года имение при селе Изсад площадью 1100 десятин принадлежало крестьянке Московской губернии А. З. Ботневой и купцу А. Е. Кужлеву, имение было приобретено в 1875 году за 12 000 рублей.
В конце XIX — начале XX века село находилось в составе Иссадской волости 2-го стана Новоладожского уезда Санкт-Петербургской губернии.
По данным «Памятной книжки Санкт-Петербургской губернии» за 1905 год село Изсад имело второе название — Сельцо, «торжок 18 декабря и в Троицин день», волостное правление находилось в деревне Березье. 1181 десятина земли в Сельце принадлежала новоладожскому купцу Ивану Тимофеевичу Тимофееву.
В 1912 году в селе была открыта фабрика по производству древесной соломки для изготовления спичек. При фабрике были построены: дом для мастеров, столовая и амбулатория.
С 1917 по 1923 год деревня Иссад входила в состав Иссадского сельсовета Иссадской волости Новоладожского уезда.
С 1923 года в составе Октябрьской волости Волховского уезда.
Согласно данным переписи населения СССР 1926 года в селе Иссад проживали 265 человек — все русские; в фабричном посёлке Иссад — 92 человека, русские и ингерманландцы.
С 1927 года в составе Волховского района.
В 1928 году население деревни Иссад составляло 357 человек.
В 1930 году в деревне был организован колхоз «Имени 13-й годовщины Октября».
По данным 1933 года село Иссад являлось административным центром Иссадского сельсовета Волховского района, в который входили 13 населённых пунктов, деревни: Бабино, Весь, Горчаковщина, Гутово, Кобылкино, Кустково, Кузнецовщина, Мондрово, Пеляша, Стрелка, Чернецкое, Юшково и село Иссад, общей численностью населения 1158 человек.
По данным 1936 года в состав Иссадского сельсовета входили 12 населённых пунктов, 313 хозяйств и 9 колхоза. Административным центром сельсовета была уже деревня Иссад.

План деревни Иссад. 1941 год

Согласно топографической карте РККА 1941 года деревня насчитывала 75 дворов. В деревне находились: сельсовет, почта, церковь и паромная переправа через Волхов.
С 1946 года в составе Новоладожского района.
В 1961 году население деревни Иссад составляло 246 человек.
С 1963 года вновь в составе Волховского района.
По данным 1966 года деревня Иссад также находилась в составе Иссадского сельсовета.
По административным данным 1973 года в деревне располагалась центральная усадьба совхоза «Новоладожский».
По данным 1990 года деревня Иссад являлась административным центром Иссадского сельсовета, в который входили 16 населённых пунктов общей численностью населения 1897 человек. В самой деревне Иссад проживали 1103 человека.
В 1997 году в деревне Иссад Иссадской волости проживали 1275 человек, в 2002 году — 1084 человека (русские — 95 %).
С 1 января 2006 года в соответствии с областным законом № 56-оз от 6 сентября 2004 года «Об установлении границ и наделении соответствующим статусом муниципального образования Волховский муниципальный район и муниципальных образований в его составе» деревня Иссад является центром Иссадского сельского поселения.
В 2007 году в деревне Иссад Иссадского СП проживали 1083 человека.

## География
Деревня расположена в северной части района на правом берегу реки Волхов на автодороге Р21 (E 105) «Кола» (Санкт-Петербург — Петрозаводск — Мурманск) в месте примыкания к ней автодороги А114 (Вологда — Новая Ладога).
Расстояние до районного центра — 20 км.
Через деревню протекает и впадает в Волхов река Златынка.

## Демография
| 1838  | 1862  | 1885 | 1990  | 1997  | 2002  | 2007  |
| ----- | ----- | ---- | ----- | ----- | ----- | ----- |
| 243   | ↘173  | ↗250 | ↗1103 | ↗1275 | ↘1084 | ↘1083 |
| 2010  | 2017  |      |       |       |       |       |
| ↗1195 | ↘1067 |      |       |       |       |       |

### Национальный состав
Согласно данным Всероссийской переписи населения 2021 года в деревне проживали 834 человека, из них:
 русские — 752, армяне — 5, башкиры — 4, таджики — 3, украинцы — 3, белорусы — 2, молдаване — 2, финны — 2, татары — 1, другие национальности — 9 человек, остальные национальность не указали.

## Известные уроженцы
- Рощанинов, Анатолий Александрович (1916—1979) — Герой Советского Союза

## Улицы
Лесная, Набережная, Парковая, Солнечная Поляна, Старосельская.